# Eugeniusz Romer
Eugeniusz Mikołaj Romer (ur. 3 lutego 1871 we Lwowie, zm. 28 stycznia 1954 w Krakowie) – polski geograf, kartograf i geopolityk, twórca nowoczesnej kartografii polskiej, współzałożyciel wydawnictwa Książnica-Atlas, encyklopedysta, profesor Uniwersytetu Franciszkańskiego (późniejszego Uniwersytetu Jana Kazimierza) we Lwowie i Uniwersytetu Jagiellońskiego w Krakowie. Honorowy profesor Uniwersytetu Jana Kazimierza, doktor honoris causa Uniwersytetu Poznańskiego i Uniwersytetu Jagiellońskiego. Członek Polskiej Akademii Nauk, Polskiej Akademii Umiejętności oraz innych towarzystw naukowych, wiceprezes Międzynarodowej Unii Geograficznej.

## Życiorys

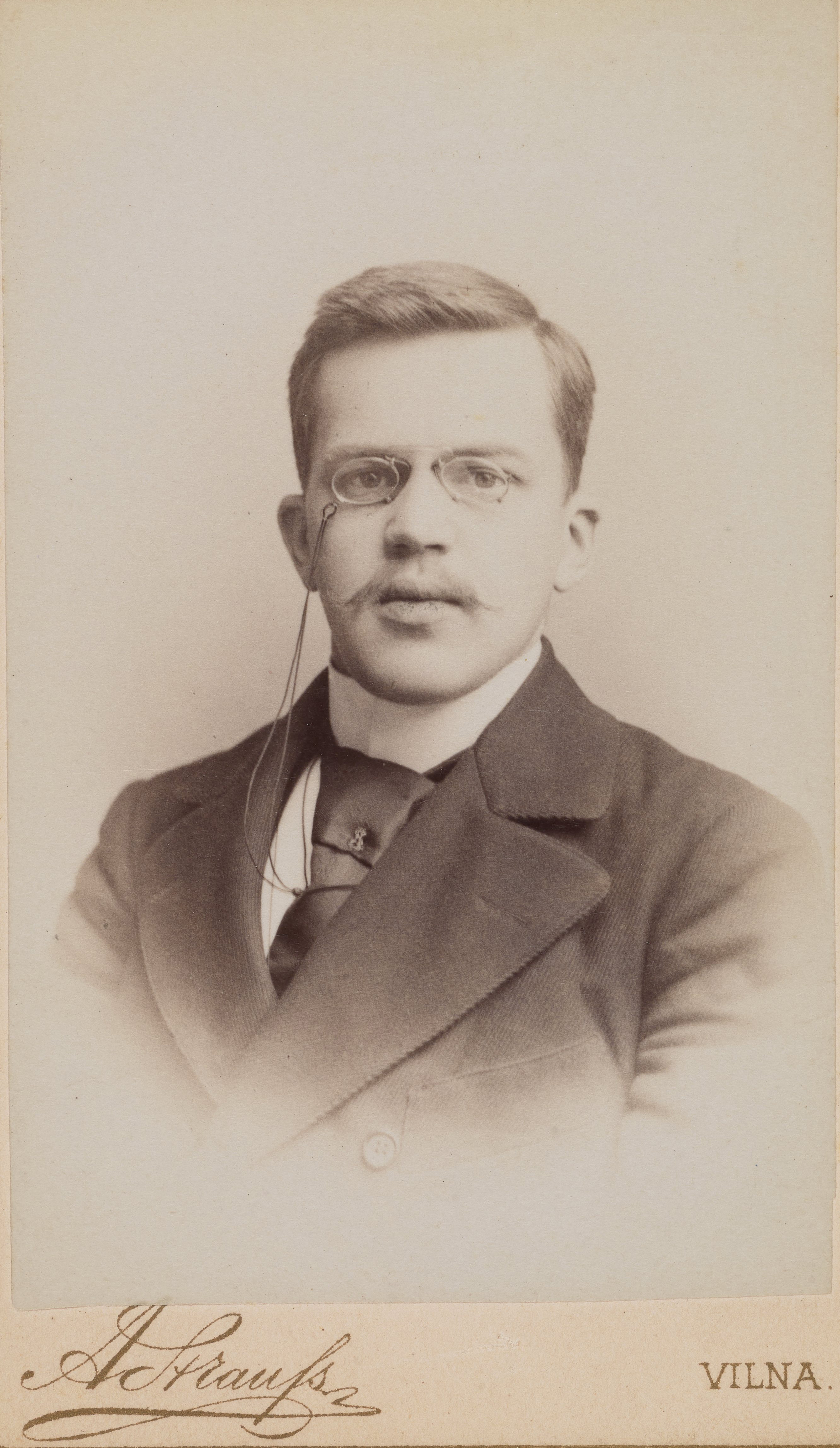
Eugeniusz Romer (ok. 1893)

Jego ojcem był urzędnik galicyjskiej administracji państwowej Edmund Romer z Bieździedzy (ok. 1844–1895) – powstaniec styczniowy, urzędnik we Lwowie, potem starosta w Krośnie od 1879 r. Matką Eugeniusza była Irena Körtvelyessy de Asguth, węgierska szlachcianka z pogranicza rumuńsko-serbskiego.
Lata dziecięce spędził w Krośnie. W 1881 r. wraz ze starszym o dwa lata bratem Janem zamieszkał w Jaśle na stancji rozpoczynając naukę w tamtejszym gimnazjum. W tym czasie, podczas wycieczki z ojcem w Tatry w 1884 r., po raz pierwszy zetknął się z górami, które stały się później głównym tematem i terenem jego działalności naukowej. W 1889 r. ukończył gimnazjum klasyczne w Nowym Sączu. Działał w tajnym ruchu niepodległościowym na obszarze Galicji. Studia uniwersyteckie w zakresie historii, geologii, geografii, meteorologii odbył w Uniwersytecie Jagiellońskim, studiował też w Halle i we Lwowie. W 1893 r. ukończył studia na Uniwersytecie Lwowskim, dysertację doktorską przedstawił w 1894 r., a w 1895 r. złożył egzamin nauczycielski. Następnie studiował jeszcze przez pół roku w Wiedniu glacjologię i geologię, a później meteorologię w Berlinie, gdzie miał półroczną praktykę w Państwowym Instytucie Meteorologicznym. Po powrocie do Lwowa podjął pracę jako nauczyciel gimnazjalny, ale już rok później, w 1897 r., został zatrudniony w nowo powstałej Akademii Handlowej. Habilitował się we Lwowie w 1899 r. W tym samym roku ożenił się (p. niżej). Docentura obligowała go do bezpłatnego prowadzenia wykładu uniwersyteckiego.
W 1903 r. podczas podróży z Austrii do Włoch przez przełęcz Brenner stwierdził znaczenie wielkich łańcuchów górskich jako granic klimatycznych. W następnych latach wędrował wiele po Karpatach Wschodnich, studiując ich geologię i geomorfologię. Szczególną uwagę poświęcił geomorfologii glacjalnej pasma Świdowca, w którym stwierdził dwukrotne zlodowacenie. W wydanym w 1906 r. opracowaniu pt. „Epoka lodowa na Świdowcu” zawarł szczegółowy opis wykształcenia i genezy cyrków glacjalnych tego pasma, na mapach i profilach przedstawił dobrze wykształcone kotły polodowcowe, a także określił maksymalne zasięgi lodowców oraz granice wieloletnich śniegów.
W 1908 r. wziął udział w Międzynarodowym Kongresie Geograficznym w Genewie, podczas którego poznał lodowce masywu Mont Blanc i poczynił pierwsze obserwacje z zakresu morfologii glacjalnej. Do Szwajcarii powrócił na dłużej w 1909 r. Będąc już profesorem Uniwersytetu Lwowskiego, zdecydował się zostać ponownie studentem w zakresie tektoniki i morfologii u profesora Lugeona w Lozannie. W tym czasie prowadził m.in. studia terenowe w dolinie górnego Rodanu, obejmujące m.in. wpływ młodych ruchów wypiętrzających na charakterystyczne formy krajobrazu wysokogórskiego.
W 1910 r. wraz z kilkoma innymi Polakami wziął udział w wyprawie Emila Dunikowskiego w góry Sichote-Aliń w Azji. Po ukończeniu badań udał się do Japonii, gdzie analizował m.in. tektonikę Wysp Japońskich i obserwował (na przykładzie góry Fudżi) różnice w budowie gór fałdowych i wulkanicznych. W drodze powrotnej (drogą morską) zatrzymał się w Indiach, gdzie ze Wzgórza Tygrysiego w Dardżylingu obserwował łańcuch Himalajów i analizował ich wpływ na tektonikę, morfologię i klimat subkontynentu indyjskiego. Po powrocie do Lwowa w 1911 r. objął katedrę geografii w Uniwersytecie Lwowskim. W latach 1911–1913 odbył wiele wycieczek w Tatry, których owocem było kilka prac z zakresu hydrografii i klimatologii oraz liczne obserwacje dotyczące zlodowacenia tych gór. W połowie 1917 r. został wybrany dziekanem Wydziału Filozoficznego Uniwersytetu Lwowskiego na rok akademicki 1917/1918.
W 1913 r. Romer został zaproszony do udziału w Międzynarodowym Kongresie Geologicznym w Toronto. Wraz z kilkudziesięcioma uczonymi różnych narodowości wziął udział w wycieczce nad Pacyfik, gdzie zapoznał się z fiordami Kanady, a następnie z wybrzeżem Alaski aż po fiord Yakutat Bay. Po kongresie, zaproszony przez amerykańskiego glacjologa Martina, odbył wycieczkę motorówką w okolicę Glacier Bay, podczas której poczynił szereg obserwacji dotyczących roli klimatu morskiego dla rozwoju lodowców Alaski. Imieniem E. Romera nazwano później jeden z lodowców w Górach Świętego Eliasza.

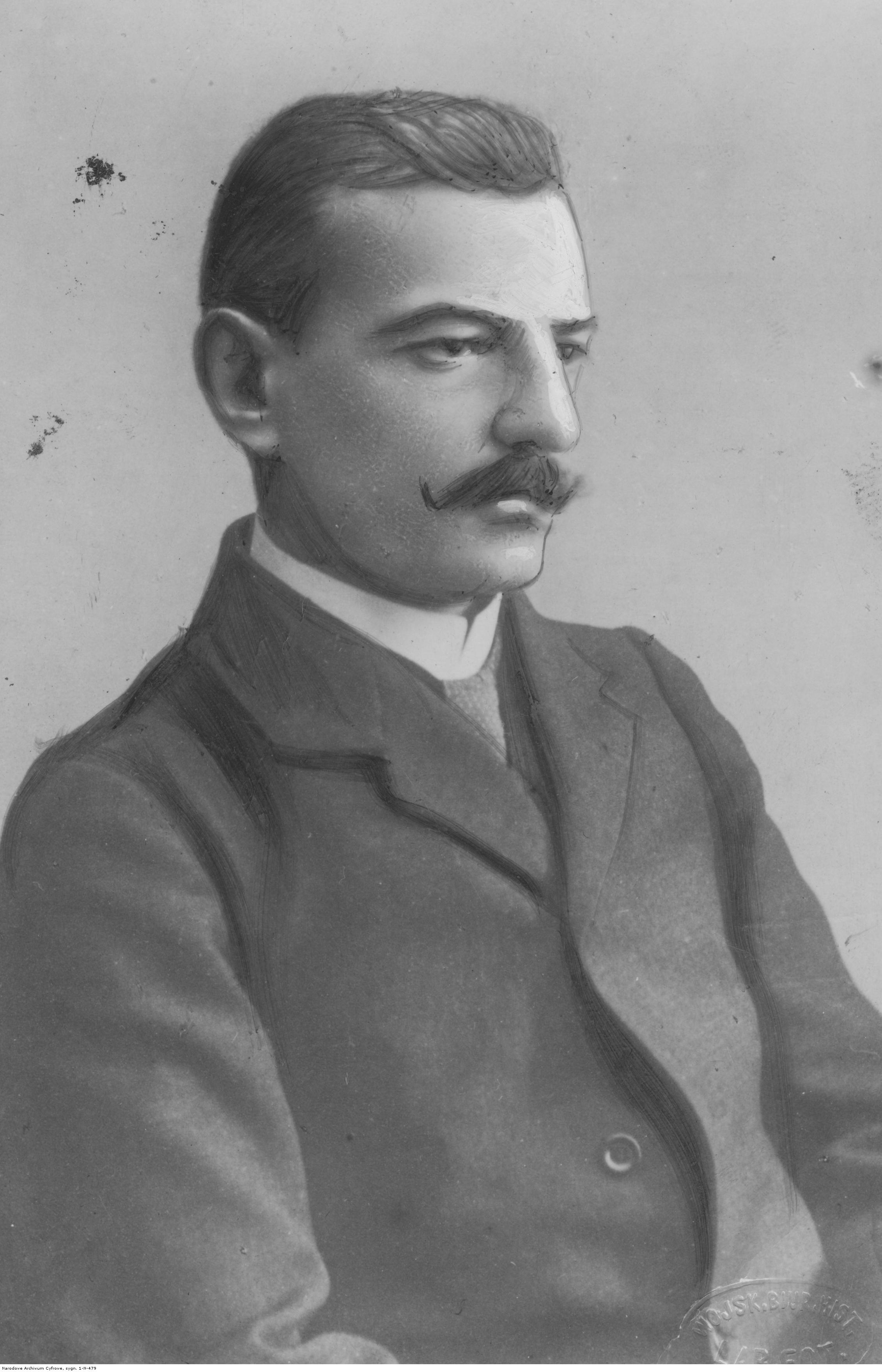
Eugeniusz Romer

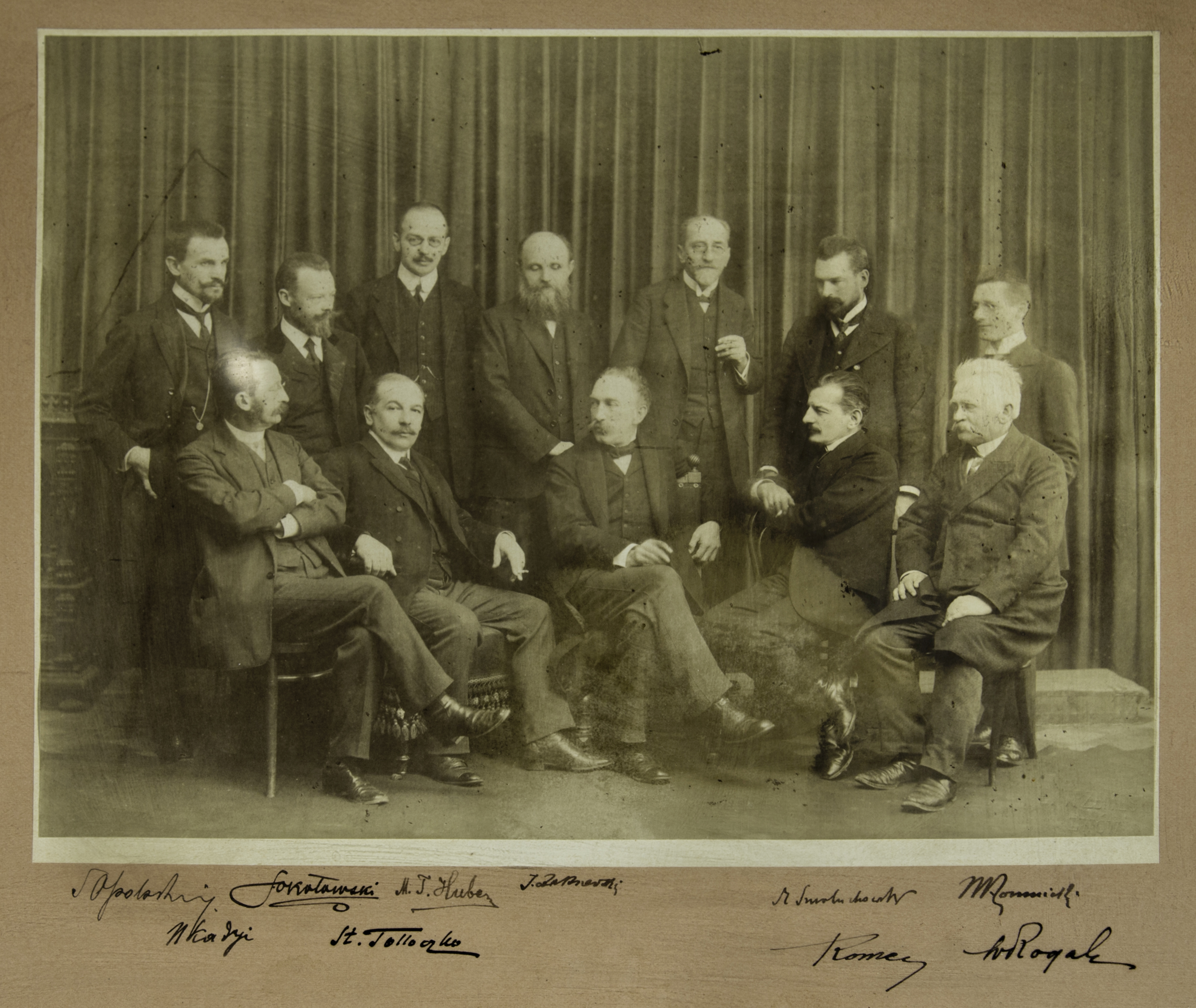
Członkowie Polskiego Towarzystwa Przyrodników im. Kopernika (przed 1913), Eugeniusz Romer siedzi drugi od prawej, poniżej sygnatura

Przed wybuchem I wojny światowej zaangażował się w działalność niepodległościową związując się z tajną Organizacją Młodzieży Niepodległościowej „Zarzewie”. W nastawionym na samokształcenie ruchu zarzewiackim Romer prowadził odczyty oraz prelekcje.

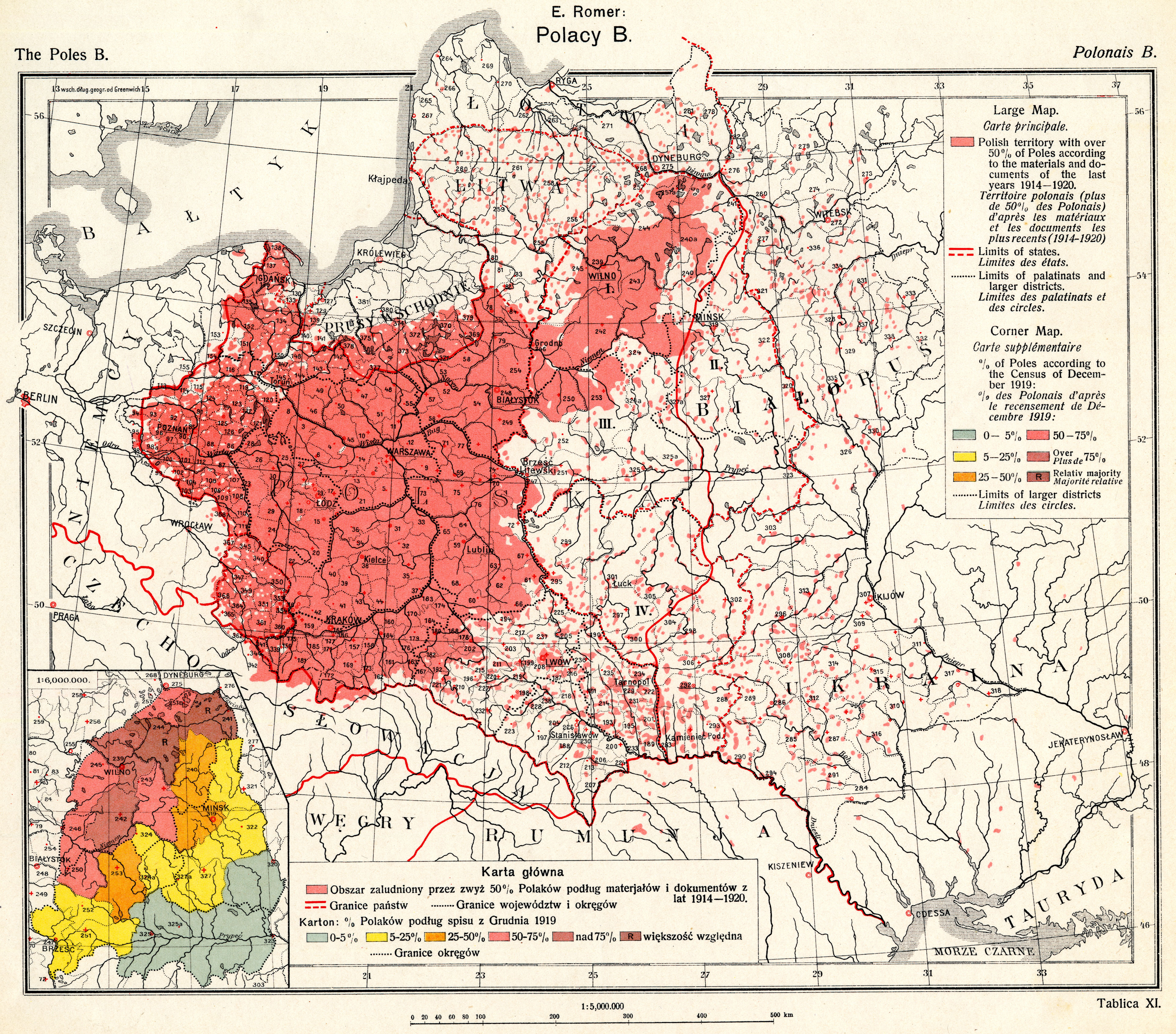
Mapa Eugeniusza Romera, wykorzystana przez delegację Polski na paryskiej konferencji pokojowej

Wkrótce po wybuchu I wojny światowej Romer opuścił zagrożony ofensywą rosyjską Lwów i przeniósł się do Wiednia. Tu przystąpił do opracowania wielkiego atlasu ziem polskich pod nazwą „Geograficzno-statystyczny atlas Polski”, przedstawiającego obraz całej Polski pod każdym względem: fizjograficznym, narodowościowym, gospodarczym i kulturalnym, co miało ogromne znaczenie dla przyszłych pertraktacji pokojowych w sprawie granic odrodzonej po zaborach Polski. 22 grudnia 1918 wraz z profesorem Janem Czekanowskim wyjechał do Paryża, gdzie do połowy października następnego roku pracował jako ekspert do spraw geograficznych przy delegacji polskiej na paryskiej konferencji pokojowej. Szczegółowy przebieg tych prac przedstawił w zredagowanym później „Pamiętniku paryskim”.
W 1921 r. założył Instytut Kartograficzny, nazwany później jego imieniem. W latach 1921–1924 doprowadził do połączenia spółek wydawniczych Książnica i Atlas, w wyniku czego powstały Zjednoczone Zakłady Kartograficzne i Wydawnicze Książnica-Atlas.
W 1929 r., mając 58 lat, przeszedł na wczesną emeryturę, koncentrując się na pracy w Książnicy-Atlas. W wyborach samorządowych z maja 1939 ubiegał się o mandat radnego Rady Miasta Lwowa, startując z Listy Chrześcijańsko-Narodowej, i został zastępcą radnego S. Borowskiego. Do wybuchu II wojny światowej utrzymywał jednak żywe kontakty z Uniwersytetem Jana Kazimierza, prowadząc wykłady, a także uczestnicząc w komisjach przewodów doktorskich, habilitacyjnych i innych.
Po zajęciu 30 czerwca 1941 Lwowa przez Niemców ukrył się w klasztorze Ojców Zmartwychwstańców przy ulicy Piekarskiej we Lwowie. Uniknął w ten sposób losu dwudziestu czterech profesorów lwowskich zamordowanych przez Niemców w nocy z 3/4 lipca 1941 lub w następnych dniach. Niemniej pobyt w klasztorze wykorzystał także do studiów teologicznych. Chociaż deklarował się wcześniej jako ateista, rozważał przyjęcie święceń kapłańskich. Jednak organizacja podziemna przeniosła go konspiracyjnie do Warszawy, gdzie oczekiwał na przerzut do Anglii, by tam służyć jako ekspert rządu RP na uchodźstwie. Lekarze nie wyrazili jednak zgody na tę ryzykowną podróż. Pozostał w Warszawie pod nazwiskiem Edmund Piotrowski, przeżył powstanie warszawskie, po którym trafił do obozu pruszkowskiego, skąd wydostał się przy pomocy swojej bratanicy.
Po wojnie osiadł w Krakowie, gdzie objął katedrę geografii na Uniwersytecie Jagiellońskim oraz kierownictwo krakowskiego Instytutu Geograficznego. Był współzałożycielem reaktywowanej w 1946 r. spółki akcyjnej Książnica-Atlas we Wrocławiu, która wydała pod jego redakcją szereg atlasów Polski i świata. Jako pierwszy wydzielił regiony klimatyczne w Polsce.
W latach 1925–1926 sprawował funkcję Przewodniczącego Polskiego Towarzystwa Geograficznego, w okresie zaś 1926–1939 – redaktora Czasopisma Geograficznego. Był członkiem zwyczajnym Polskiego Towarzystwa Geologicznego i członkiem Polskiego Towarzystwa Przyrodników im. Kopernika. Przez szereg lat pełnił funkcję wiceprezydenta Międzynarodowej Unii Geograficznej.
Został pochowany w Krakowie na Cmentarzu Salwatorskim, zgodnie z jego wolą w grobie skierowanym „na azymut” w kierunku rodzinnego Lwowa. Z tego powodu ułożenie nagrobka odbiega nieco od kierunku alei i pozostałych pochówków.

## Rodzina
Brat Jana Romera (1869–1934), generała Wojska Polskiego.
Od 1899 r. Eugeniusz Romer był żonaty z Jadwigą Rossknecht, córką współzałożyciela i dyrektora browaru w Okocimiu. Z małżeństwa tego urodziło się dwóch synów: Witold Romer (1900–1967), od 1946 r. profesor Politechniki Wrocławskiej, i Edmund Romer (1904–1988), po II wojnie światowej profesor Politechniki Śląskiej w Gliwicach.

## Publikacje
Był encyklopedystą oraz edytorem Encyklopedii zbiór wiadomości z wszystkich gałęzi wiedzy – polskiej encyklopedii wydanej w latach 1898–1907 przez społeczną organizację edukacyjną Macierz Polska, która działała w Galicji w okresie zaboru austriackiego. Opisał w niej zagadnienia z zakresu geografii fizycznej oraz politycznej.
Eugeniusz Romer był również twórcą czasopism: Prace Geograficzne (redaktor 1918–1939) i Polski Przegląd Kartograficzny (redaktor 1923–1934) gdzie opublikował wiele artykułów. Był również autorem licznych prac z zakresu kartografii, klimatologii, geomorfologii i dydaktyki geografii, m.in.:
- Geografia dla klasy pierwszej szkół średnich (1904),
- Mały atlas geograficzny (1908),
- Geograficzno-statystyczny atlas Polski (1916),
- Struktura społeczna i kultura materyalna Polaków i Rusinów w Galicji Wschodniej (1919)
- Polski atlas kongresowy (1921),
- Powszechny atlas geograficzny (1928),
- Atlas Polski współczesnej wyd. 3 1928
- Polityczny atlas kieszonkowy 1938
- Ziemia i państwo (1929),
- Pogląd na klimat Polski (1938),
- Regiony klimatyczne Polski (1949).

## Odznaczenia i wyróżnienia

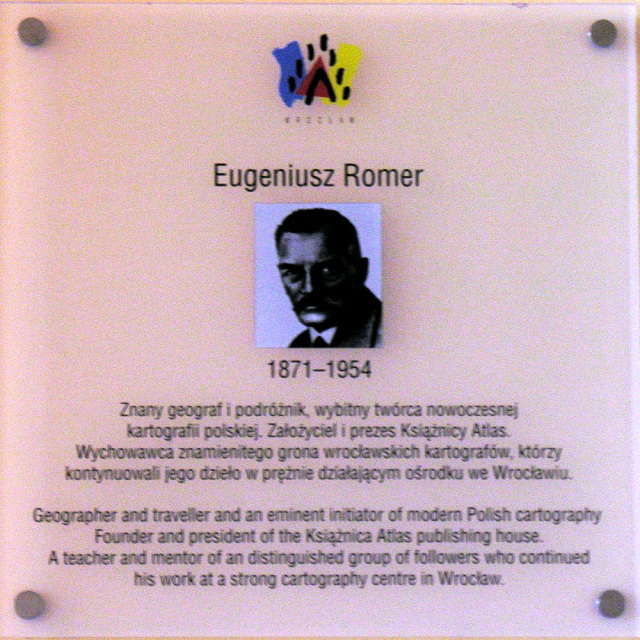
Tablica pamiątkowa we Wrocławiu

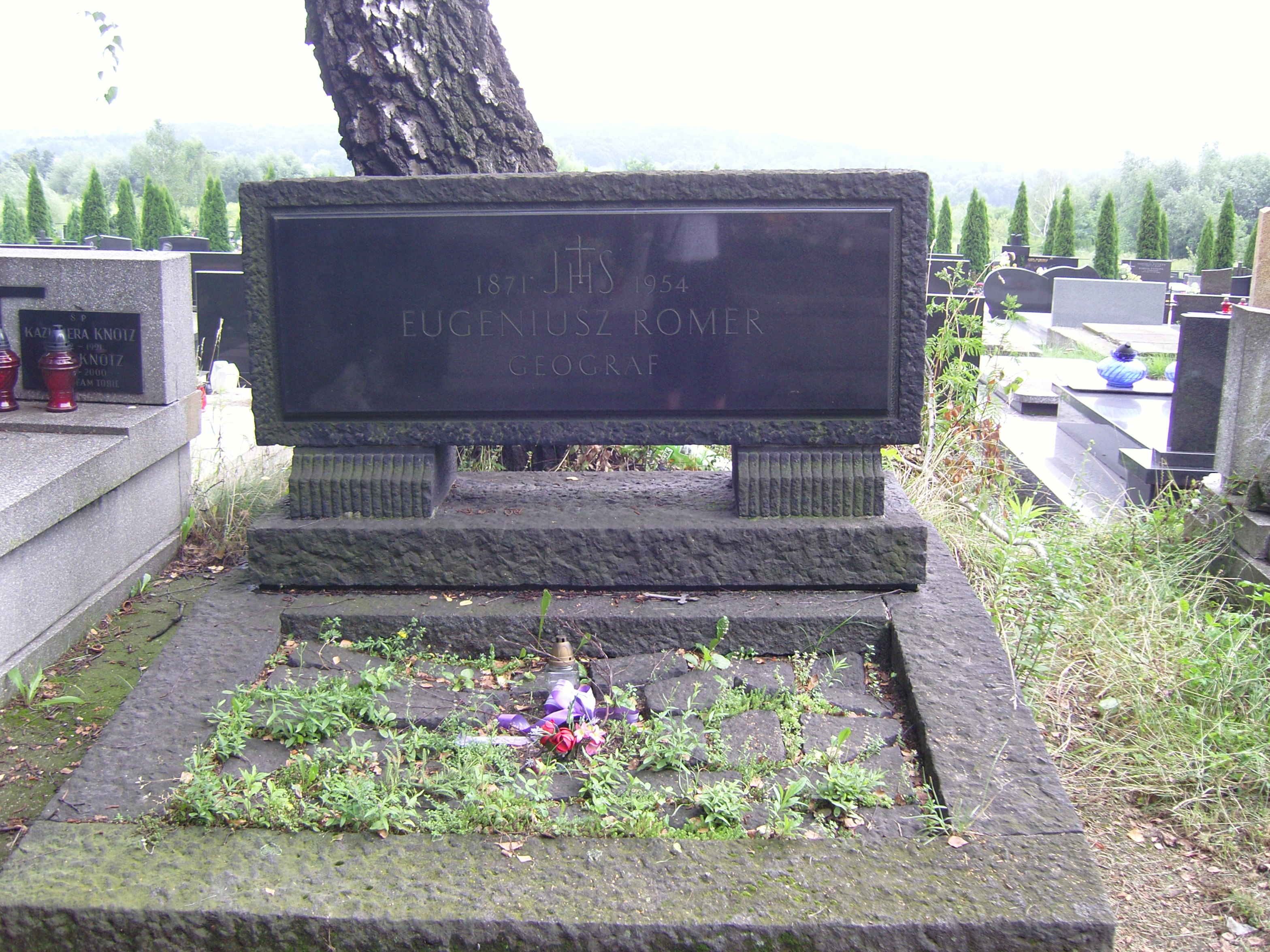
Grób Eugeniusza Romera na Cmentarzu Salwatorskim w Krakowie

Eugeniusz Romer otrzymał szereg wyróżnień oraz odznaczeń, w tym:
- Krzyż Komandorski Orderu Odrodzenia Polski (2 maja 1923)[22][23][24],
- godność Członka Honorowego Polskiego Towarzystwa Geograficznego (1920, jako pierwszy w historii tego tytułu),
- tytuł honorowego członka korespondenta Towarzystwa Ronaldshay od Królewskiego Towarzystwa Geograficznego w Londynie (listopad 1925)[25],
- złoty medal Towarzystwa Geograficznego w Paryżu za zasługi w dziedzinie kartografii[3],
- złoty medal Towarzystwa Geograficznego w Chicago (1927)[26],
- tytuł członka honorowego Kasyna i Koła Literacko-Artystycznego we Lwowie[27],
- Krzyż Niepodległości[22],
- Wielki Oficer Orderu św. Sawy (Jugosławia)[22],
- Krzyż Komandorski z Gwiazdą Orderu Odrodzenia Polski „za wybitną działalność naukową” (20 września 1951)[28].

## Upamiętnienie
Jego nazwiskiem nazwano Lodowiec Romera, położony na Alasce, a także ulice w kilkunastu polskich miastach, m.in. w Warszawie, Łodzi, Lublinie, Krakowie, Nowym Sączu, Rudzie Śląskiej, Częstochowie, Wrocławiu, Szczecinie, Gdańsku, Koninie i Słupsku. Romer jest też patronem I Liceum Ogólnokształcącego w Rabce Zdroju.
Tablica ku czci Eugeniusza Romera została umieszczona w przejściu pod głównym budynkiem Uniwersytetu Wrocławskiego.
W okresie PRL nazwano jego imieniem jeden ze statków.
Imię Romera nosiło Polskie Przedsiębiorstwo Wydawnictw Kartograficznych SA.
W 2018 r. na Polską Listę Krajową Programu UNESCO Pamięć Świata zostały wpisane Atlas, mapa i rękopisy Eugeniusza Romera związane z jego działalnością w procesie kształtowania granic Polski (1916–1920) znajdujące się w zbiorach w Biblioteki Jagiellońskiej w Krakowie, w tym pamiętnik paryski (1919) i diariusz preliminarzy pokojowych w Rydze (1920). Materiały zostały określone jako „jedne z podstawowych źródeł wiedzy na temat przebiegu walki dyplomatycznej o granice Polski w latach 1919–1920, (…) unikatowe relacje naocznego świadka, pokazujące szczegółowy przebieg negocjacji pokojowych i procesów rozwiązywania sporów o granice państwa polskiego”. Według komentarza do Listy, mapa sporządzona przez Romera będąca wynikiem rozmów pokojowych z przedstawicielami Rosji Radzieckiej w Rydze „jest jedynym zachowanym w zbiorach polskich dokumentem przedstawiającym dokładny, naniesiony czerwonym atramentem przebieg granicy polsko-rosyjskiej z 1920 r.”.